# Zorongo
El zorongo es un canto y baile popular propio de la música andaluza. Se caracteriza por su métrica ternaria. El zorongo más conocido es el que La Argentinita y Federico García Lorca grabaron al canto y al piano respectivamente en 1931. Sin ser estrictamente un palo flamenco, su estilo andaluz permite que se aflamenque con facilidad.